# Operações de contraterrorismo na Puntlândia
As operações de contraterrorismo na Puntlândia (em somali: Hawlgalka Ciribtirka Argagixisada ee Puntland; com o codinome Operação Hillaac) referem-se a uma ofensiva militar em larga escala lançada pelas forças armadas da Puntlândia em novembro de 2024 contra militantes do Estado Islâmico e do al-Shabaab. O estado semiautônomo da Puntlândia declarou a grande ofensiva está sendo liderada pelas Forças de Segurança da Puntlândia, pelas Forças Dervixes da Puntlândia e pelas Forças Policiais Marítimas da Puntlândia, com o apoio do Comando dos Estados Unidos para a África. A operação tem como alvo o Estado Islâmico na Somália em Cal Miskaad, na região de Bari. Marca a primeira ofensiva militar das forças da Puntlândia desde a campanha de Qandala em 2016.

## Contexto
O Estado Islâmico da Somália é um grupo militante ligado à rede maior do Estado Islâmico. Opera sobretudo na Somália, mas também se expandiu para outras partes do mundo.
O EI-Somália arrecada dinheiro para apoiar suas operações no Chifre da África. O International Crisis Group (ICG) relatou em setembro de 2024 que o EI-Somália está reunindo e distribuindo fundos com sucesso em sua rede.
De acordo com o ICG, o EI-Somália se tornou mais poderoso nos últimos anos. Alguns relatórios sugerem que seu líder pode agora ser o chefe global do Estado Islâmico, mas isso não foi confirmado. O militante aumentou seu recrutamento em todo o mundo e está envolvido no financiamento de atividades terroristas em diferentes países.
Em maio de 2024, o EI-Somália foi ligado a um ataque à embaixada israelense na Suécia. As autoridades dos Estados Unidos também prenderam um somali-americano por incitar ao terrorismo em Nova Iorque.
Embora menor que o al-Shabaab no sul da Somália, o EI-Somália dobrou de tamanho dentro da Somália em 2024. O comandante do Comando dos Estados Unidos na África, General Michael Langley, alertou que o EI-Somália está aumentando seus números, especialmente no norte da Somália.
Durante meses, os confrontos entre o al-Shabaab e o Estado Islâmico intensificaram-se, incluindo o uso de artefatos explosivos improvisados e o combate direto. Embora Puntlândia monitorado de perto, o Estado Islâmico conseguiu reduzir a influência do al-Shabaab nas montanhas. Puntlândia historicamente mostrou fortes defesas contra insurgentes, como quando suas forças derrotaram um ataque costeiro do al-Shabaab em 2016, causando pesadas baixas em uma semana.

## Preparativos de Puntlândia
A Puntlândia mobilizou dez mil soldados para uma grande operação visando redutos do Estado Islâmico na parte Cal Miskaad das Montanhas Golis. Estas áreas são há muito tempo um refúgio para o Estado Islâmico na Somália, onde podem reagrupar-se e recrutar combatentes.
Ademais, adota uma abordagem diferente para combater o terrorismo do governo nacional somali.
Desde o início de sua ofensiva "hilaac" (ou "relâmpago") em grande escala em dezembro de 2024, afirma que suas forças capturaram 48 cavernas e postos avançados do Estado Islâmico e destruíram dezenas de drones e dispositivos explosivos.

### Papel das mulheres
As forças armadas de Puntlândia têm conduzido com sucesso operações contra o Estado Islâmico na Somália, que se refugiou nas montanhas Cal Miskaad da região de Bari. Vários setores da sociedade estão apoiando ativamente as forças armadas em seus esforços.
As mulheres estão entre os grupos comunitários que fornecem assistência. Kaafi Ali Jirde, presidente da Associação Regional de Mulheres de Bari, disse à Voz da América;
| “ | As mulheres estão preparando e fornecendo alimentos secos e refeições cozidas para os soldados nas linhas de frente. Algumas mulheres juntaram-se à linha de frente usando coletes blindados, enquanto outras participaram como enfermeiras, prestando assistência médica aos soldados feridos. | ” |

## Primeira fase
Em 31 de dezembro de 2024, as forças da Puntlândia repeliram com sucesso um ataque do Estado Islâmico a uma base militar em Dharjaale. Isso marcou o primeiro ataque em larga escala e sofisticado do Estado Islâmico na Somália. O ataque envolveu vários homens-bomba estrangeiros e as forças da Puntlândia mataram pelo menos doze militantes. O presidente Said Abdullahi Deni desempenhou um papel ativo na preparação da operação, reunindo-se com autoridades de segurança em Bosaso.

## Segunda fase
Puntlândia enviou 500 soldados de elite de suas forças de defesa e se formou após meses de treinamento intensivo, especificamente para guerra assimétrica e de montanha, totalmente equipado com tecnologia avançada para combater táticas do Estado Islâmico, incluindo bloqueadores antidrone e  artefatos explosivos improvisados.
Após um mês de combates na primeira fase, Puntlândia lançou a segunda fase das suas operações contra o Estado Islâmico nas montanhas de Cal Miskaad, na região de Bari. A segunda fase começou com intenso combate terrestre, e os militares estadunidenses conduziram um ataque aéreo nas montanhas.
Em 1 de fevereiro de 2025, o presidente dos Estados Unidos Donald Trump, ordenou que os militares realizassem ataques aéreos contra posições do Estado Islâmico nas Montanhas Golis, no norte da Somália, visando uma série de sistemas de cavernas usados pelo grupo.
Em 2 de fevereiro, o porta-voz militar de Puntlândia afirmou que os ataques aéreos dos Estados Unidos contra o Estado Islâmico mataram 46 combatentes na área remota das Montanhas Cal Miskaad. No dia 3 de fevereiro, o porta-voz da polícia da Puntlândia confirmou que um comandante superior do Estado Islâmico, Abdirahman Shirwac Aw-Said, chefe do esquadrão de assassinato do grupo, se rendeu às forças de Puntlândia.
Em 10 de fevereiro, as forças da Puntlândia anunciaram que, nas últimas 24 horas, ataques aéreos contra esconderijos do Estado Islâmico mataram mais de treze militantes estrangeiros na área de Dhasaq, na região de Bari.

## Terceira fase
O presidente de Puntlândia, Said Abdullahi Deni, anunciou a terceira e última fase da Campanha Hillaac, com o objetivo de eliminar os militantes do Estado Islâmico escondidos em áreas montanhosas remotas. A operação se concentrará na eliminação dos combatentes remanescentes usando forças aéreas e terrestres.
O presidente Deni também anunciou uma anistia por tempo limitado para indivíduos que anteriormente apoiaram ou colaboraram com o Estado Islâmico, como parte da terceira fase da Campanha Hillaac. Aqueles que se renderem e buscarem perdão dentro de sete dias receberão indulgência e uma chance de se reintegrar à sociedade.